# Pálmaolaj
A pálmaolaj vagy pálmazsír az olajpálma (Elaeis guineensis) nevű növény húsos gyümölcshéjából sajtolt növényi zsiradék. Vele szemben a pálmamagolaj a pálmafélék magvaiban van fölraktározva. A terméshús és a mag 60-70% zsiradékot tartalmaz.

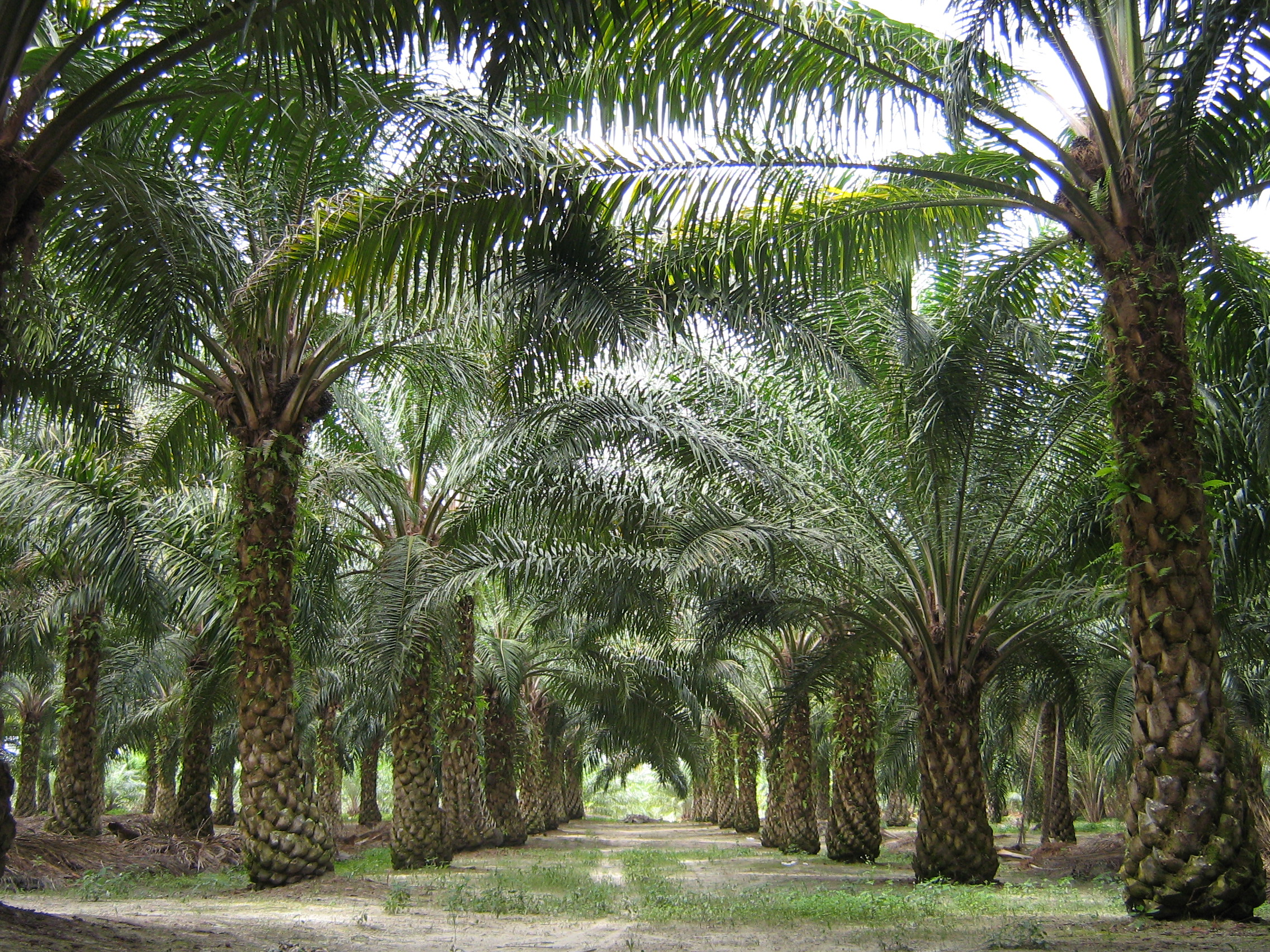
Olajpálmaültetvény Malajziában

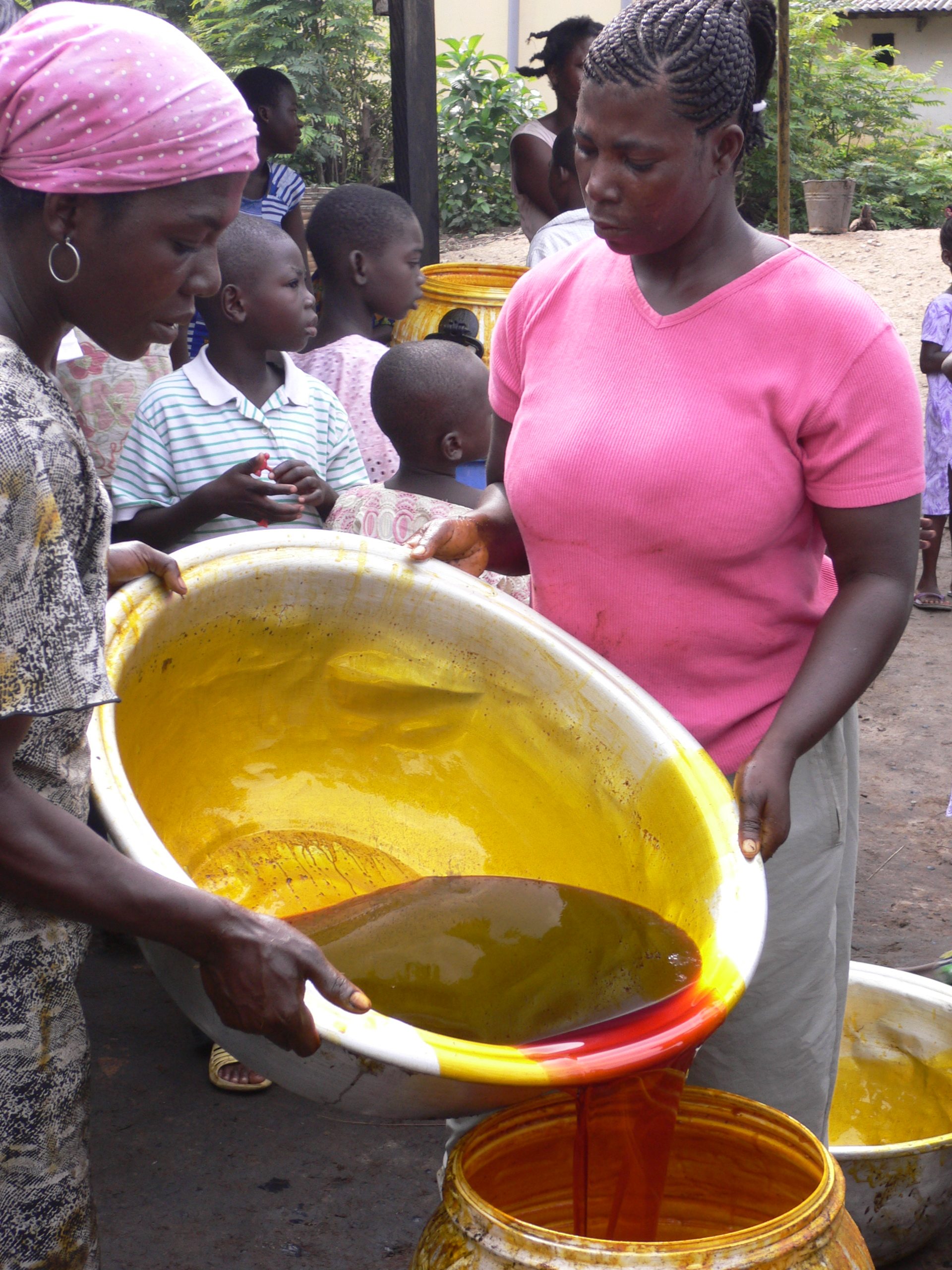
Falusi pálmaolaj-feldolgozás, Jukwa, Ghána

## Tulajdonságai
A pálmaolaj vagy pálmazsír az olajpálma termésének húsából kinyerhető olcsó zsiradék, a narancssárgától a vörösbarna árnyalatig ismeretes. Színét karotintartalma adja. Frissen sajtolva ibolyához hasonló illatot áraszt, és enyhe, jellegzetes íze van. Huzamosabb ideig levegőn tárolva színtelenné válik, szaga és íze avas jellegű lesz. Olvadáspontja 30-37 °C között van.
Fehérítéssel, majd frakcionálással étolaj és szilárd zsír készül belőle:
- Pálmaolein-étolaj: a pálmaétolaj frakcionálásával nyert folyékony rész
- Pálmasztearin-étolaj: a pálmaétolaj frakcionálásával nyert szilárd rész
- Pálma szuperolein-étolaj: a pálmaétolaj ellenőrzött kristályosításával nyert, 60-nál nagyobb jódszámú folyékony rész[2]

A margaringyártás alapanyaga: a pálmaolaj a hidrogénezés hatására szobahőmérsékleten szilárd disznózsírra emlékeztető állagúvá válik. Számos ipari célra is felhasználják, pl. biodízelgyártás.
A szárított és gépi úton feltört csonthéj magjából préselik a habzó pálmamagolajat. Frissen sajtolva, szobahőmérséklet alatt vajszerű, fehér, vagy gyengén sárgára színezett, kellemes dióízű aromás olaj. 20-24 °C között olvad. Ezt szintén használják fogyasztási zsiradékként mint pálmamagétolajat, ám főleg szappant és kozmetikai szereket készítenek belőle.

## Összetétele
A pálmaolaj főként palmitinsav-részleteket és oleinsav-részleteket tartalmaz; avasodáskor erősen megszaporodik a szabad palmitinsav és olajsav is, valamint a glicerin.
Zsírmolekuláinak (trigliceridek) zsírsav-összetétele (hidrolízis után): palmitinsav - 42%, olajsav - 41%, linolsav - 10%, sztearinsav - 5%, mirisztinsav - 2%
Vitaminok: jelentősebb mennyiség csak E vitaminból van, de tartalmaz K vitamint is illetve béta-karotint. A karotinoidok adják jellegzetes színét.
Ásványi anyagok: vas, cink, kálium és nátrium van benne.

## Előállítása és feldolgozása

### Országok szerint

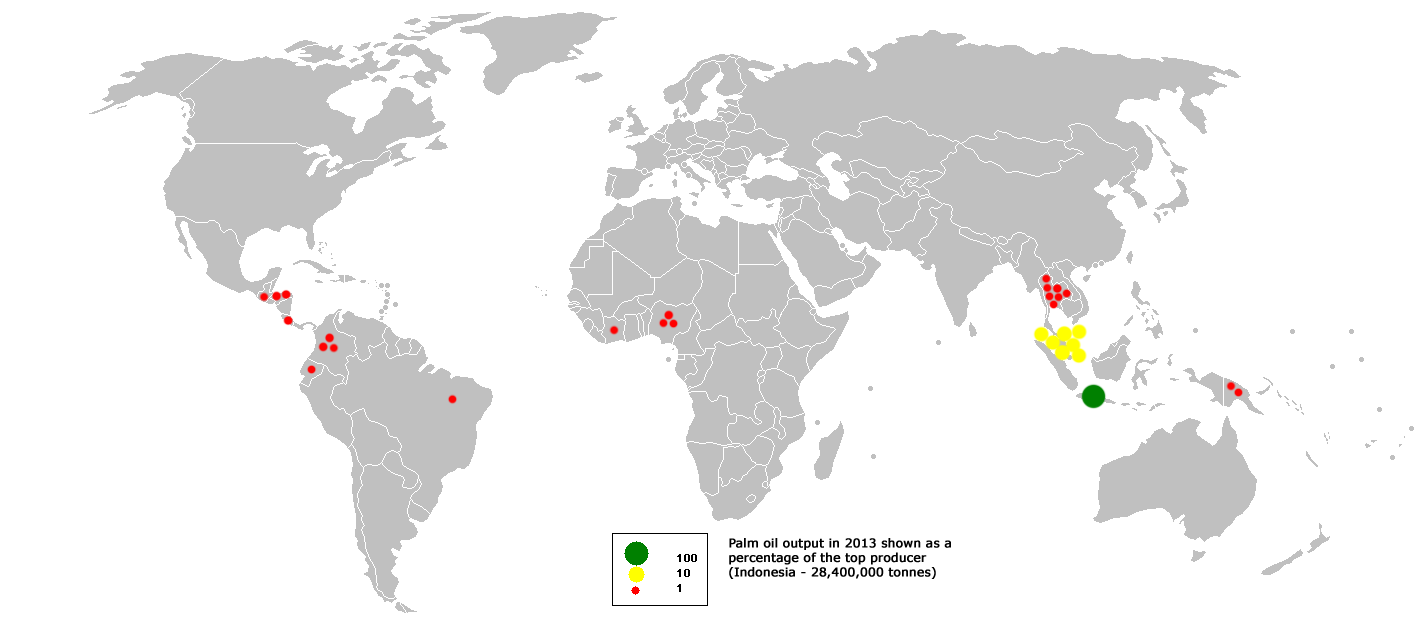
A világ legnagyobb pálmaolaj előállítói 2013-ban

A világ vezető pálmaolaj előállítói 2013-ban:
|                  | ország           | termelés (millió tonna) | összes %-a |
| ---------------- | ---------------- | ----------------------- | ---------- |
| 1                | Indonézia        | 26,895                  | 49,5 %     |
| 2                | Malajzia         | 19,217                  | 35,3 %     |
| 3                | Thaiföld         | 1,970                   | 3,6 %      |
| 4                | Nigéria          | 0,960                   | 1,8 %      |
| 5                | Kolumbia         | 0,945                   | 1,7 %      |
| 6                | Pápua Új-G.      | 0,500                   | 0,9 %      |
| 7                | Honduras         | 0,425                   | 0,8 %      |
| 8                | Elefántcsontpart | 0,415                   | 0,8 %      |
| 9                | Guatemala        | 0,402                   | 0,7 %      |
| 10               | Brazília         | 0,340                   | 0,6 %      |
| 11               | Ecuador          | 0,325                   | 0,6 %      |
| 12               | Costa Rica       | 0,300                   | 0,5 %      |
| 13               | Kongó DK.        | 0,296                   | 0,5 %      |
| 14               | Kína             | 0,230                   | 0,4 %      |
| 15               | Kamerun          | 0,225                   | 0,4 %      |
| A világ összesen | A világ összesen | 54,385                  | 100 %      |

### Feldolgozása
- Nedves sajtolás csigapréssel. A kötegeket rekeszekbe halmozzák (a pálma termése esetében) és áramló gőzzel melegített működő horizontális sterilezőbe helyezik. Ennek a sterilezésnek a célja az enzimek deaktiválása, a termés fellazítása a kötegben, a fehérjék kicsapása stb. Üstben történő melegítés után a pulpát csigaprésbe töltik. Az olajat centrifugálással tisztítják, és vákuumban szárítják.
- Fizikai finomítás. Az olajat nagy vákuumban, 235 °C feletti hőmérsékleten, gőzzel kezelik. Ezt az eljárást csak olyan olajfajták esetében lehet alkalmazni, amelyek eleve kevés foszfatidot és fémet tartalmaznak (pálma-, kókuszolaj)
- Derítés. Az olaj derítésének szokásos módszere az adszorpciós kezelés, általában derítőfölddel (természetes vagy aktivált) vagy szénnel (aktivált vagy nem-aktivált) vákuumban, 30 percen át 90 °C-on melegítve; szintetikusszilícium-dioxid adszorbensek hozzáadása is megengedett. Ezzel a művelettel az olaj mentesíthető a finomítás során még nem teljesen eltávolított anyagoktól, pl. karotinoidoktól, klorofilltól.
- Szagtalanítás. A szagtalanítás a szagok megszüntetésére, az illó anyagok és a kivonáshoz használt oldószer maradványainak eltávolítására szolgál; a művelet során száraz gőzt injektálnak a magas hőmérsékleten vákuum alatt tartott olajba. A hőmérsékletet az olajtól függően választják meg: 1,5-3 órán keresztül 200-235 °C-on, vagy 30 percen keresztül 240 °C feletti hőmérsékleten tartják. 150 °C feletti hőmérsékleten egyik jelentős mellékreakció a termikus elszíntelenedés, amely a karotinoidok bomlásának tulajdonítható. Az eljárás egyrészt veszteséget okoz azon anyagok körében, amelyek desztillálhatók (szabad zsírsavak, szterinek, tokoferolok, a finomított olaj egy része) másrészt cisz-transz izomerizációt is okozhat a telítetlen zsírsavak kettős kötésein.[5]
- Keményítés (részleges hidrogénezés) során margarinná dolgozzák fel. A szárított és/vagy derített olaj hidrogénezését hidrogéngázzal, nyomás alatt, kb. 150 °C körüli hőmérsékleten, katalizátor jelenlétében (Ni) végzik. A katalizátort ezután 90 °C-on, szűréssel távolítják el. A részleges hidrogénezés során transz-zsírsavak, illetve polimerek is keletkezhetnek.

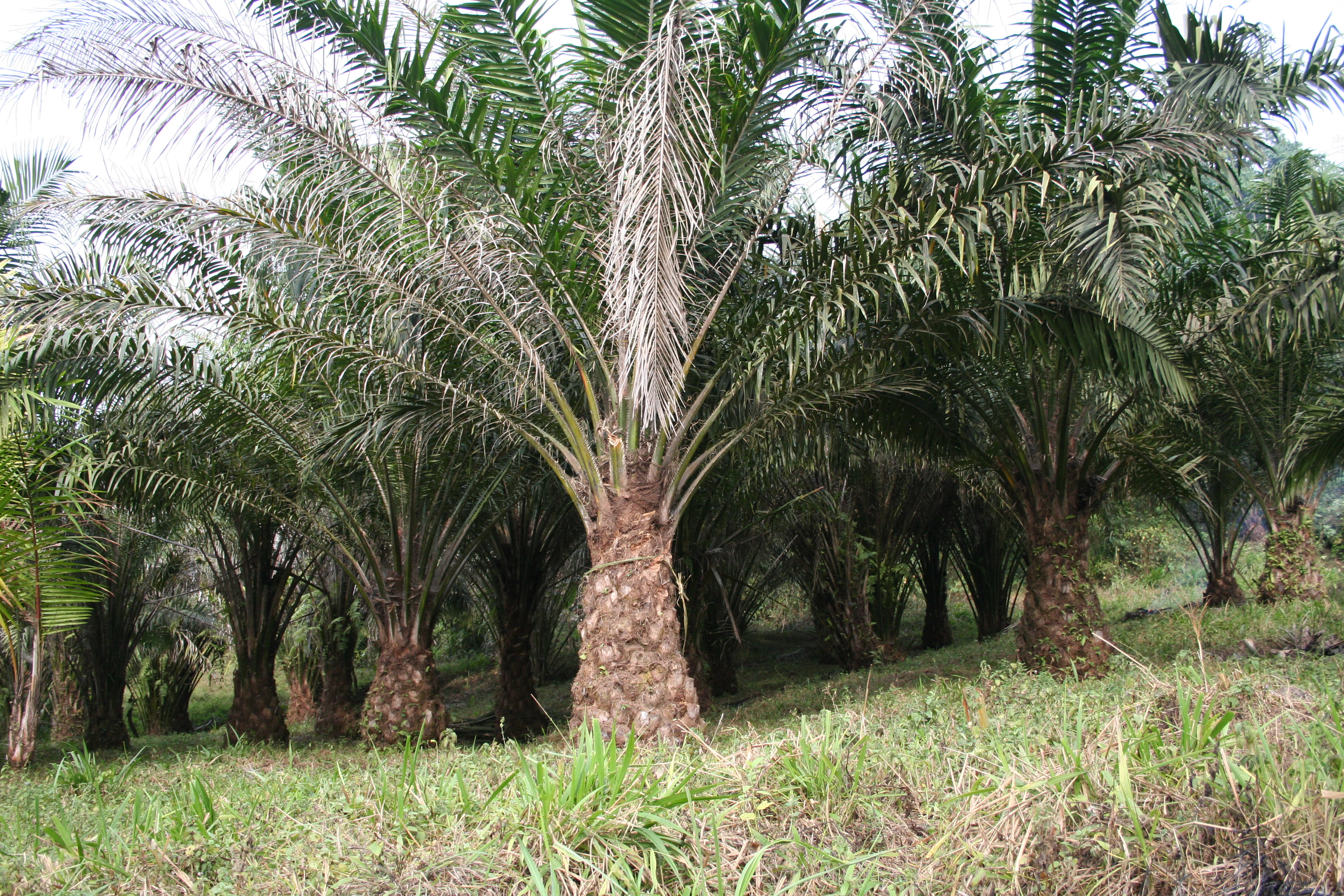
Olajpálmák
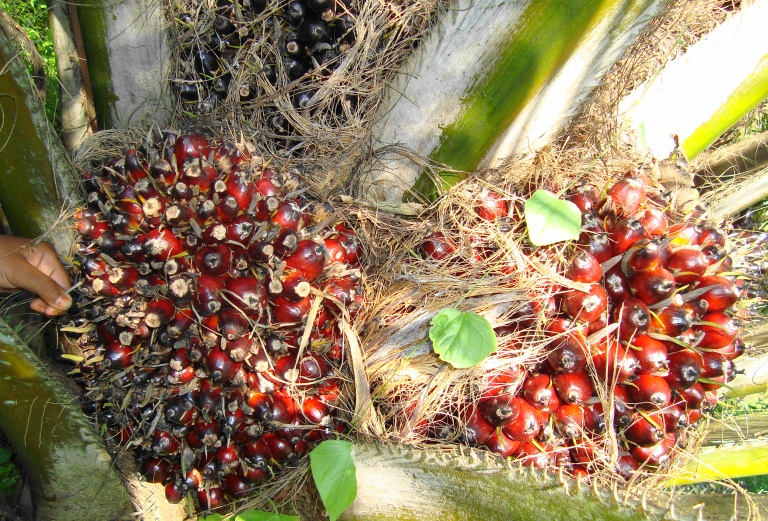
Termés a fán
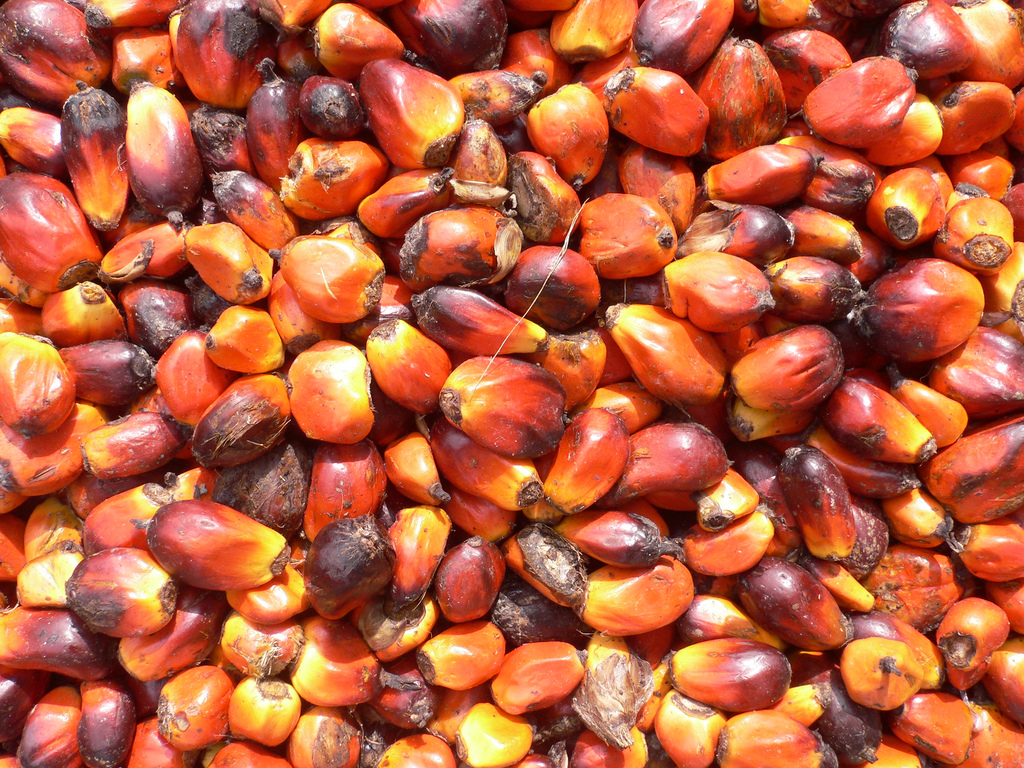
Az olajpálma termése
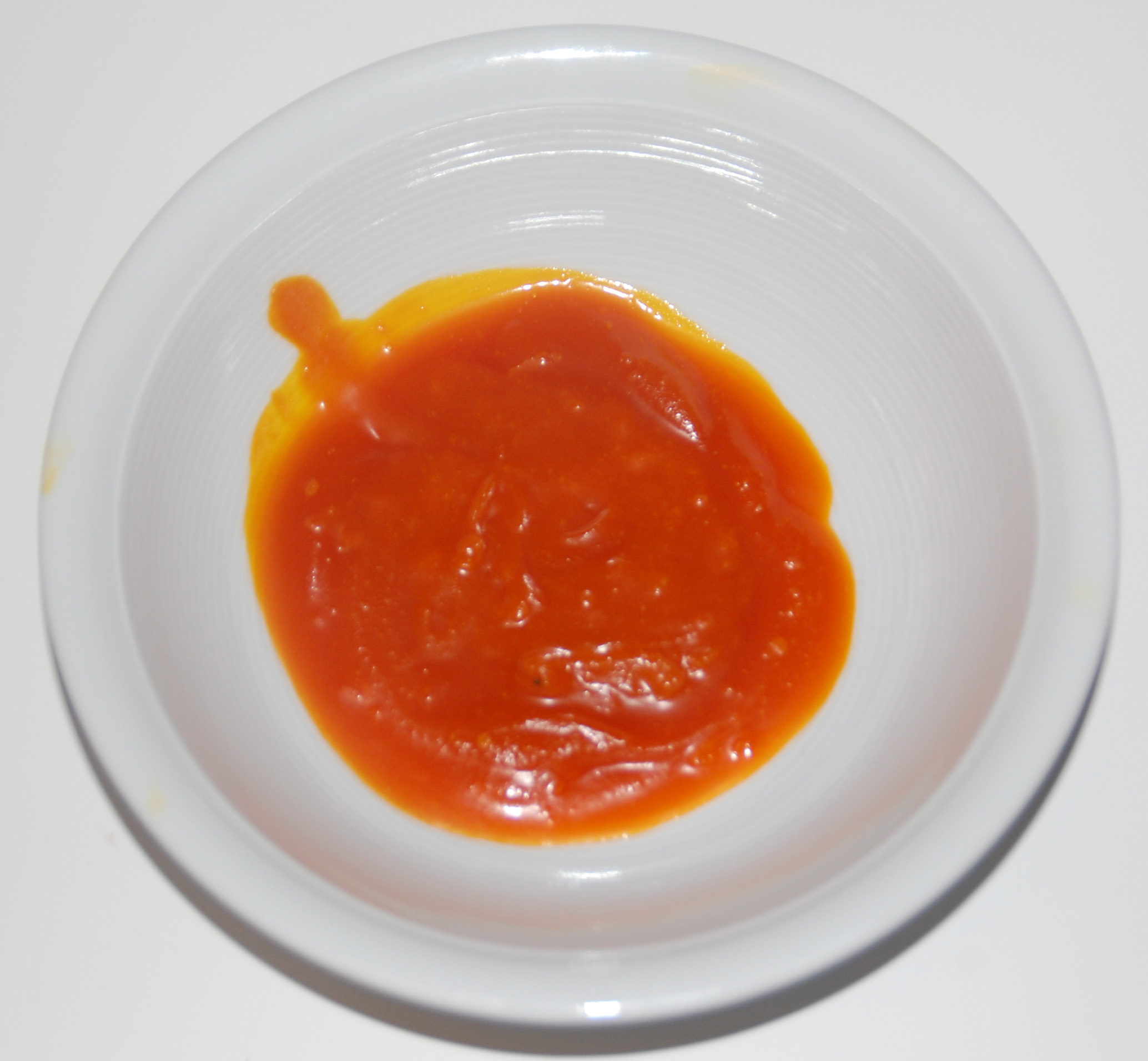
Frissen sajtolt pálmaolaj
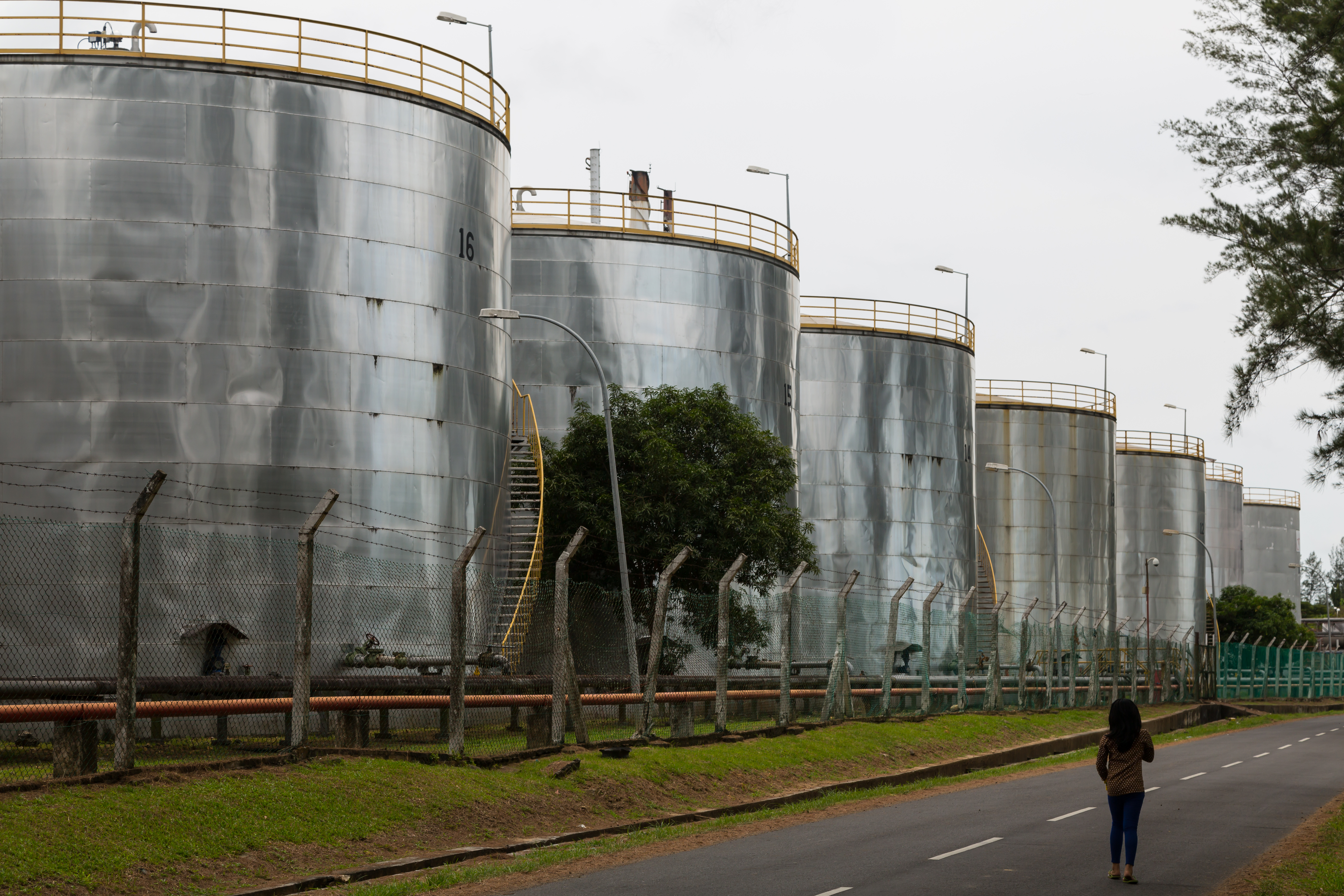
Pálmaolajtárolók (Malajzia)
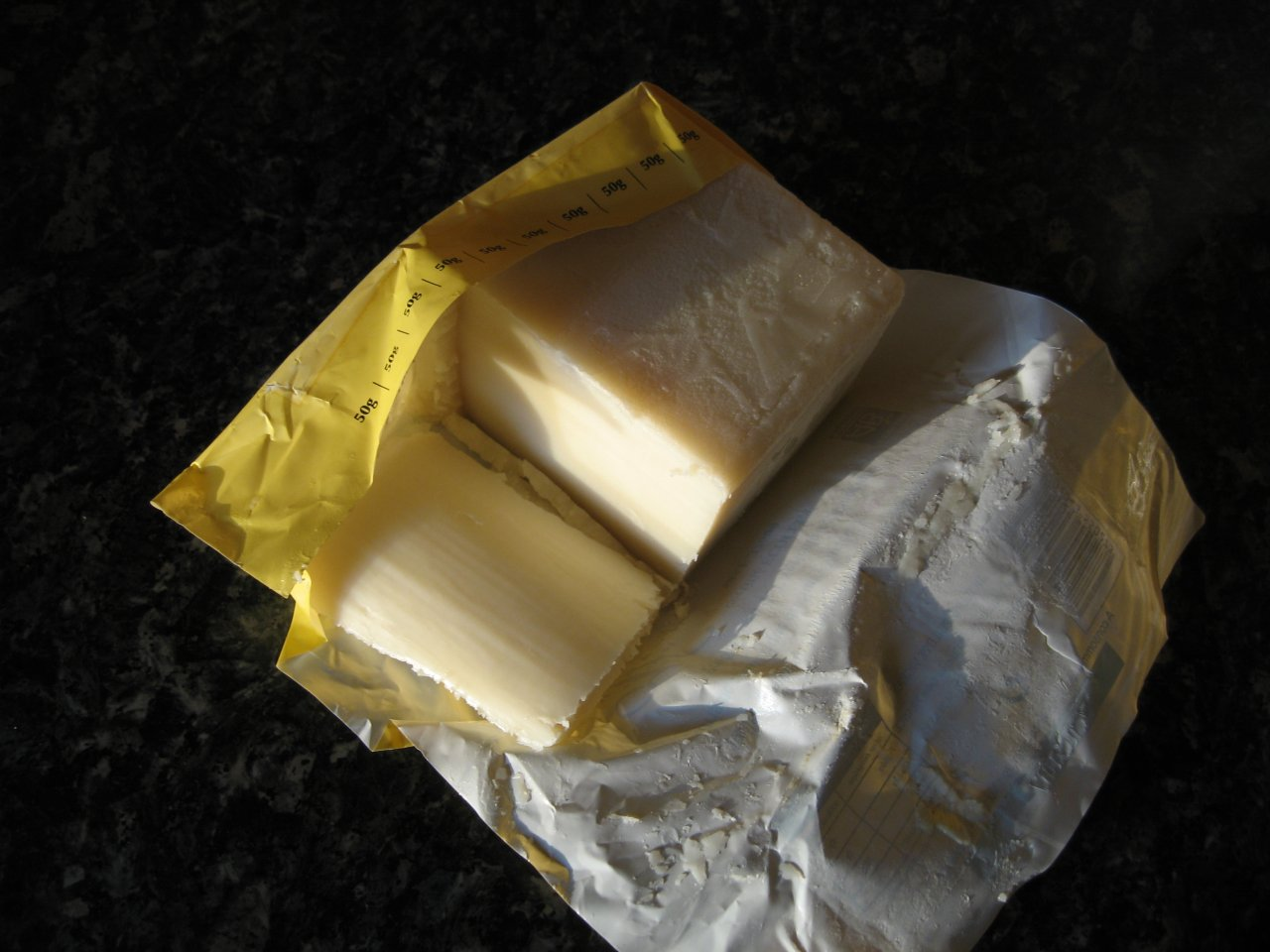
A pálmaolaj frakcionálásával nyert szilárd zsír, a pálmasztearin

## Felhasználása
A pálmaolaj a legnagyobb mennyiségben felhasznált növényi olaj a világon.
- Jelentős felhasználók a margarint előállító vállalatok , pl. az Unilever, a Bertolli, a PALMA Group, és a kozmetikai ipar is. A pálmaolajat megtalálhatjuk többek között a testápolókban, szappanokban, samponokban, kézkrémekben, rúzsokban, csokoládéban, a legtöbb desszertben.
- Kenőanyagok és biodízel is készül belőle. A biodízel iránt egyre nagyobb a kereslet az egész világon. Nemcsak a fejlett ipari országok kormányai ösztönzik a használatát (az Európai Unióban egy irányelv szerint 2020-ra az üzemanyag-felhasználás tizedének innen kell származnia), de India és Kína is.[7][8]
- A pálmaolaj hidrolizátumot (Ca-szappan) állati takarmányként használják (tejelő tehén, monogasztrikus haszonállatok). Ez, a tisztított, majd keményített (részlegesen hidrogénezett) pálmaolajból lúgos hidrolízissel nyert, kalcium-szappan, valamint más növényolaj-termékek elegye, porlasztva-szárítva; apró szemcsés, fehér, szabadon folyó por, enyhén növényolaj illatú.[9][10]

India és Kína után évi 2,7 millió tonnával Európa importálta 2008-ban a legtöbb pálmaolajat.
A rotterdami és londoni székhelyű Unilever multinacionális vállalat évente 1,3 millió tonna pálmaolajat használ termékei előállításához (2010-es adat). Az Unilever bejelentette, hogy 2015-től kizárólag fenntartható forrásból származó pálmaolajat vásárol termékei előállításához valamennyi európai egységében, valamint ausztrál és új-zélandi érdekeltségeiben is.
Brüsszel, 2010. június 10: Az EU Bizottság létrehozta a fenntartható bioüzemanyagokra vonatkozó tanúsítási rendszert.
Az Európai Élelmiszer-biztonsági Hatóság [EFSA] figyelmeztetett arra, hogy pálmaolajban rákkeltő szennyezőanyagokat találtak. Azt mondták, ezekből keveset is elég fogyasztani, hogy növelje a rák esélyét a gyerekeknél és egyes felnőtteknél. A pálmaolajat az úgynevezett glicidil-zsírsav-észterek (GE) miatt tartják rákkeltőnek, amelyek akkor keletkeznek, ha 200 fok fölé melegítik az olajat, ami az élelmiszergyártás során azért előfordul. Ez azért fontos, mert a gyerekek egyik nagy kedvence, a Nutella is nagy mennyiségű pálmaolajat tartalmaz.

## Környezetvédelmi problémák
Felhasználása ellen több szervezet is lobbizik, bojkottot hirdet, (Greenpeace, WWF), mivel a termelés fokozása miatt esőerdőket irtanak ki még ma is, és ez jelentősen hozzájárul az üvegházhatású gázok kibocsátásához, illetve sok növény- és állatfaj (orangután, elefánt, tigris) kipusztulásához. Emellett ahová egyszer olajpálma-ültetvény kerül, ott nagyon sokáig nem nő újra erdő, mivel az olajpálma a gyökereiben olyan gátlóanyagot termel, ami kiöl minden más növényt, és évtizedekig a talajban marad.

## Története
Az olajpálma őshazája Nyugat-Afrika. 1462-ben a portugál hajós Pedro de Sintra eljutott a nyugat-afrikai Sierra Leonéba, ahol észrevette, hogy a bennszülöttek az olajpálma terméséből olajat nyernek, amit aztán étkezési célra vagy a bőrükbe dörzsölve használtak fel. Európába csak a 19. században jutott el a pálmaolaj. Mára a legnagyobb pálmaolaj termelő országok Délkelet-Ázsiában vannak. A legfőbb pálmaolajtermelők Indonézia és Malajzia.